# Vall de Kymi
La Vall de Kymi (Kymenlaakso en finès, Kymmenedalens en suec) és una regió (maakunta/landskap) de Finlàndia compresa a l'antiga província de Finlàndia del Sud. La ciutat més important d'aquesta regió és Kouvola. La capital és Kotka.

## Municipis
La regió de la Vall de Kymi està dividida en 7 municipis i en negreta hi ha les ciutats.
| Subregió de Kouvola: - Iitti (Itis) - Kouvola |  | Subregió de Kotka-Hamina: - Hamina (Fredrikshamn) - Kotka - Miehikkälä - Pyhtää (Pyttis) - Virolahti (Vederlax) |